# Walker, polițist texan
Walker, polițist texan (în engleză: Walker, Texas Ranger) este un serial de televiziune american creat de Leslie Greif și Paul Haggis. În centrul poveștii este viața și munca polițistului texan (șeriful federal) Cordell Walker, interpretat de Chuck Norris. A fost inspirat de filmul din 1983  Lupul singuratic (în engleză: Lone Wolf McQuade), de asemenea cu Chuck Norris în rolul titular.
Serialul a avut premiera pe canalul CBS în primăvara anului 1993. A avut 8 sezoane cu un total de 200 de episoade. Serialul a fost difuzat în peste 100 de țări și a fost produs un film de televiziune, Testul final (Walker, Texas Ranger: Trial by Fire), în 2005. Serialul de televiziune a câștigat statutul de idol și a fost re-difuzat de mai multe ori. A avut și un serial spin-off, Sons of Thunder, cu 6 episoade care au avut premiera de la 9 martie la 17 aprilie 1999 pe CBS.
Walker, interpretat de Chuck Norris, apare și în episodul 16 al sezonului doi din serialul Martial Law (ep. „Honor Among Strangers”).
În septembrie 2019, s-a anunțat că Jared Padalecki care a terminat filmările la Supernatural, va juca rolul lui Walker într-o nouă serie denumită Walker. În ianuarie 2020, CW a dat oficial undă verde pentru producția seriei, ocolind episodul pilot.

## Distribuție și personaje
| Personaj           | Actor            | Occupație                             | Sezoane   | Sezoane   | Sezoane   | Sezoane   | Sezoane   | Sezoane   | Sezoane   | Sezoane   | Sezoane   |
| Personaj           | Actor            | Occupație                             | Pilot     | 1         | 2         | 3         | 4         | 5         | 6         | 7         | 8         |
| ------------------ | ---------------- | ------------------------------------- | --------- | --------- | --------- | --------- | --------- | --------- | --------- | --------- | --------- |
| Cordell Walker     | Chuck Norris     | polițist texan (ranger)               | Main      | Main      | Main      | Main      | Main      | Main      | Main      | Main      | Main      |
| James Trivette     | Clarence Gilyard | polițist texan (ranger)               | Principal | Principal | Principal | Principal | Principal | Principal | Principal | Principal | Principal |
| Alexandra Cahill   | Sheree J. Wilson | procuror adjunct                      | Principal | Principal | Principal | Principal | Principal | Principal | Principal | Principal | Principal |
| CD Parker          | Gailard Sartain  | fost ranger, proprietar de bar        | Principal |           |           |           |           |           |           |           |           |
| CD Parker          | Noble Willingham | fost ranger, proprietar de bar        |           | Principal | Principal | Principal | Principal | Principal | Principal | Principal |           |
| Raymond Firewalker | Floyd Westerman  | unchiul lui Walker                    | Principal | Principal |           |           |           |           |           |           |           |
| Raymond Firewalker | Apesanahkwat     | unchiul lui Walker                    |           |           | Invitat   |           |           |           |           |           |           |
| Trent Malloy       | Jimmy Wlcek      | instructor de karate, detectiv privat |           |           |           |           | Secundar  | Secundar  | Principal |           |           |
| Carlos Sandoval    | Marco Sanchez    | detectiv de poliție                   |           |           |           |           | Secundar  | Secundar  | Principal |           |           |
| Francis Gage       | Judson Mills     | polițist texan (ranger)               |           |           |           |           |           |           |           | Principal | Principal |
| Sydney Cooke       | Nia Peeples      | polițist texan (ranger)               |           |           |           |           |           |           |           | Principal | Principal |

## Privire generală
| Sezonul | Sezonul             | Episoade            | Episoade            | Premiera TV        | Premiera TV       |
| Sezonul | Sezonul             | Episoade            | Episoade            | Prima transmisie   | Ultima transmisie |
| ------- | ------------------- | ------------------- | ------------------- | ------------------ | ----------------- |
|         | Sezon pilot         | 3                   | 3                   | 21 aprilie 1993    | 1 mai 1993        |
|         | 1                   | 23                  | 23                  | 25 septembrie 1993 | 21 mai 1994       |
|         | 2                   | 25                  | 25                  | 24 septembrie 1994 | 13 mai 1995       |
|         | 3                   | 26                  | 26                  | 23 septembrie 1995 | 18 mai 1996       |
|         | 4                   | 27                  | 27                  | 21 septembrie 1996 | 17 mai 1997       |
|         | 5                   | 25                  | 25                  | 27 septembrie 1997 | 16 mai 1998       |
|         | 6                   | 23                  | 23                  | 26 septembrie 1998 | 22 mai 1999       |
|         | 7                   | 25                  | 25                  | 25 septembrie 1999 | 20 mai 2000       |
|         | 8                   | 24                  | 24                  | 7 octombrie 2000   | 19 mai 2001       |
|         | Film de televiziune | Film de televiziune | Film de televiziune | 16 octombrie 2005  | 16 octombrie 2005 |